# San Felice del Benaco
San Felice del Benaco (San Filìs in dialetto gardesano) è un comune italiano di 3 438 abitanti della provincia di Brescia in Lombardia.
Il comune venne costituito nel 1928 con l'unione dei comuni di Portese e San Felice di Scovolo.

## Geografia fisica
San Felice del Benaco dista circa 35 chilometri a est da Brescia. È sulla costa ovest del Lago di Garda, anticamente conosciuto come Benàcus o Benàco. Confina a sud con Manerba, a nord con Salò ed a ovest con Puegnago del Garda.
Il territorio comprende i tre piccoli centri di San Felice, Portese e Cisano e costituisce un promontorio morenico che si protende sul lago di Garda fra il golfo di Salò e il golfo di Manerba, delimitato dal monte della Croce, dal monte Campagnolo e dal monte Santa Caterina.
Del comune fa parte anche l'Isola del Garda, appartenente alla famiglia Borghese Cavazza.

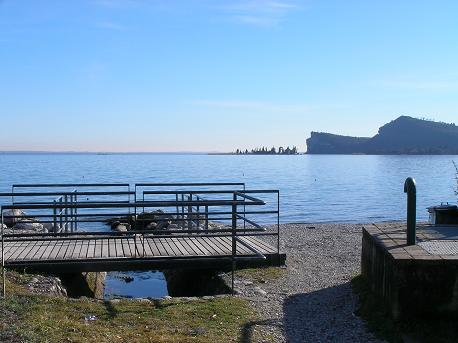
Vista della Rocca di Manerba e dell'Isola di San Biagio, detta "dei conigli", dal Porto di San Felice del Benaco.

## Origini del nome
Il nome di San Felice deriva probabilmente dal latino "sinus felix", insenatura felice. 
Fino al secolo XV il nome documentato risulta "Scovolo", da "scopolus", scoglio.

## Storia
Nel 1863 il comune di San Felice assunse la nuova denominazione di "San Felice di Scovolo".

### Simboli
Il gonfalone è un drappo di azzurro.

## Monumenti e luoghi d'interesse

### San Felice

#### Chiesa Parrocchiale
Edificata tra il 1740 e il 1781 ad opera di Antonio Corbellini, in stile barocco e dedicata ai SS. Felice, Adauto e Flavia.
Di particolare importanza è la Pala del Romanino del secolo XVI, nella navata destra Martirio di San Bartolomeo di Johann Carl Loth, gli affreschi della volta di Carlo Innocenzo Carloni e a Giosuè Scotti del 1760 e la Natività di Zenone Veronese nella sagrestia.

#### Torre scaligera

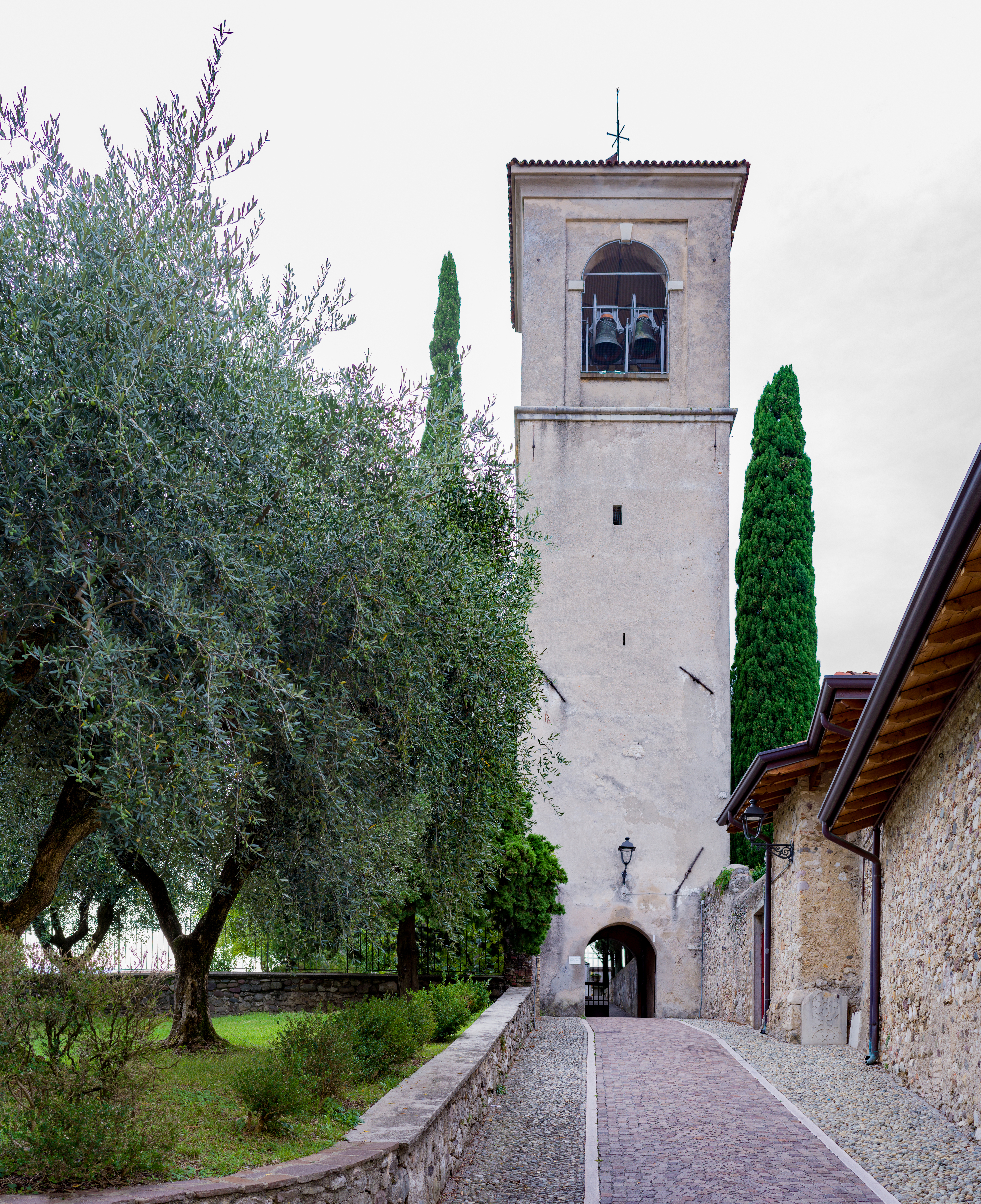
La torre scaligera

La torre situata ad ovest della chiesa parrocchiale funge da torre campanaria della chiesa. Costituisce parte del complesso dei ruderi del castello costruito dagli Scaligeri nel 1330 ed ora adibiti a sede cimiteriale.

#### Santuario del Carmine
Chiesa risalente al XV secolo, dedicata alla Madonna del Carmine. L'imponente edificio è caratteristico dell'ultimo stadio dell'architettura gotico lombarda nella sua forma più semplice: quella “rustica”, fortemente legata alla tradizione romanica. La porta principale è a sesto acuto, con rosone centrale e due monofore laterali. È stato restaurato dal 1954 al '59 per la parte architettonica e dal 1963 in poi per quella pittorica. Santa Maria del Carmine venne iniziata nel 1460 sull'area di una piccola cappella con l'appoggio di Ludovico II Gonzaga e di suo figlio il cardinale Francesco. Venne consacrata nel 1482, anche se era già funzionante nel 1452.
Il quarto fine settimana di luglio, la statua della Madonna del Carmelo viene portata, il sabato, in processione solenne dal Santuario della Madonna del Carmine, alla Chiesa Parrocchiale di San Felice del Benaco; il giorno dopo, la domenica, la processione riprende con il rientro della Madonna al Santuario, per le vie del paese addobbato di fiori e ghirlande a festa.

#### Palazzo Rotingo
Situato il via XX Settembre, al numero civico 11, è ora la sede del municipio di San Felice del Benaco. Fu edificato nel XVII secolo e ha subito parecchie trasformazioni nel corso del tempo. 
Casa natale dello scultore Angelo Zanelli.

#### Ex Monte di Pietà, già Palazzo Comunale (secolo XVII)

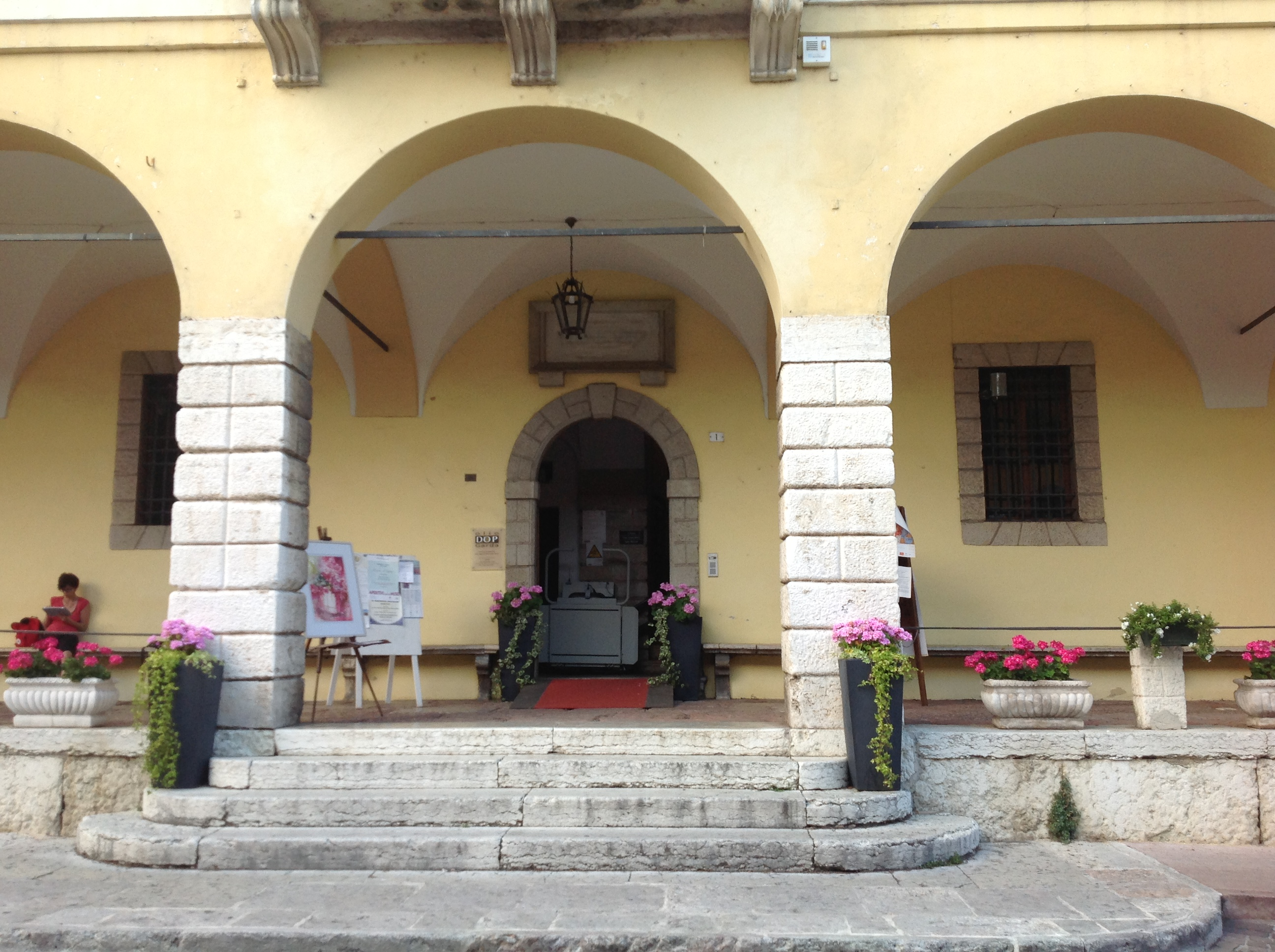
Ex Monte di Pietà.

Il Monte di Pietà fu istituito nel 1593 da Giacomo Pace, il quale dispose che tutti i poveri, di qualsiasi terra vi potessero attingere per sovvenzione, senza pagamento di interessi sulla somma avuta in prestito. 
Il sacro Monte era conosciuto e apprezzato da tutta la gente della Riviera bresciana, nel 1705 fu barbaramente saccheggiato dai francesi.
L'edificio venne rinnovato completamente nella forma in cui si presenta tra il 1665 e il 1670. La costruzione è definita di tipo veneto. È un'elegante struttura con un porticato a cinque arcate con pilastri quadrati di pietre bugnate.
Al suo interno risiedeva il Governo del Comune, oggi è la sede dell'ufficio informazioni e della sala espositiva che ospita numerose mostre di artisti contemporanei.

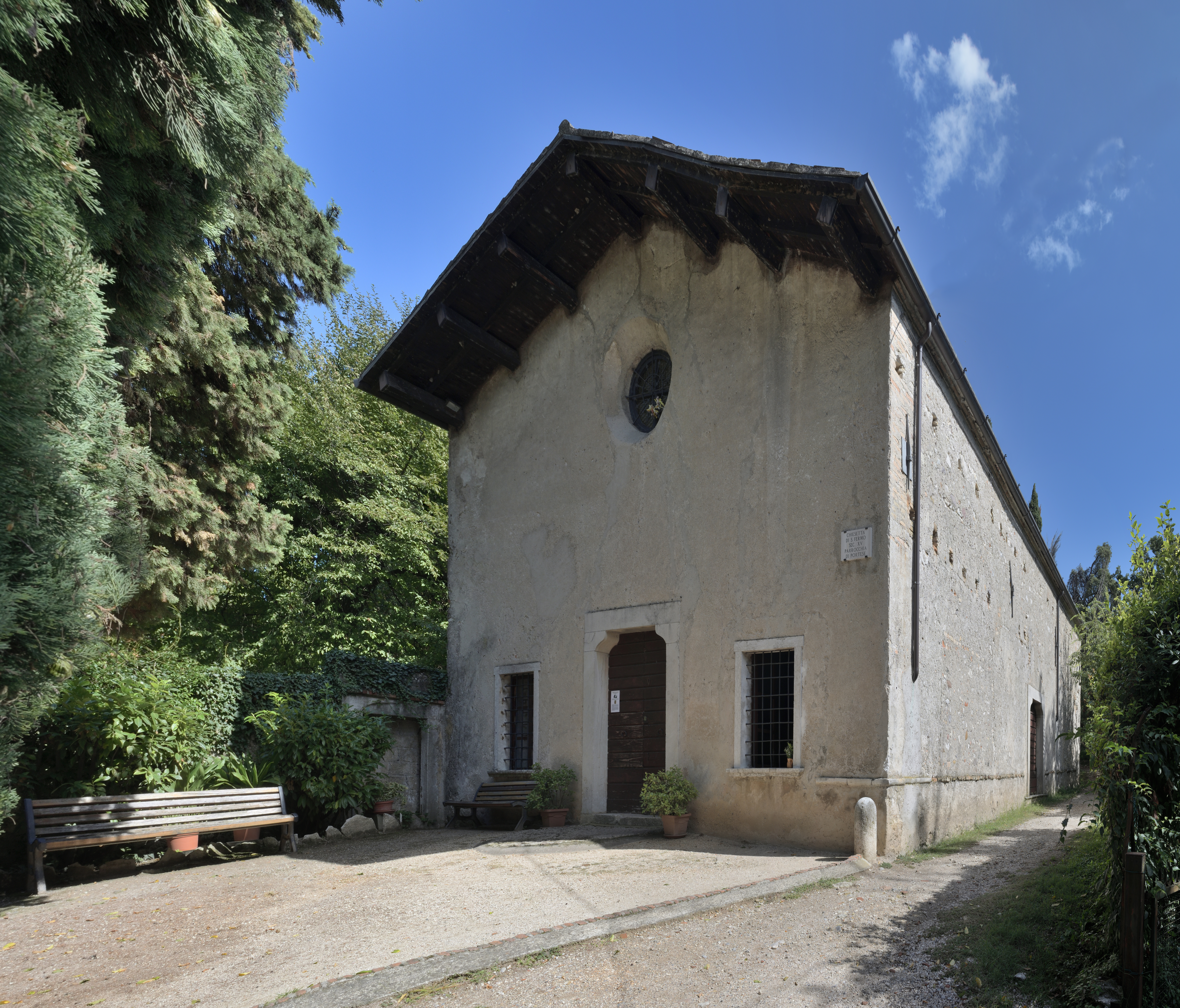
Chiesa di San Fermo

### Portese
- Chiesa Parrocchiale di Portese sec. XVI

La parrocchiale di Portese è dedicata alla Natività di San Giovanni Battista. 
Sull'abside è collocata una bellissima tela di Grazio Cossali che raffigura la nascita del santo. Di fronte all'abside è raffigurata una buona Annunciazione, mentre nella volta sono dipinti Davide, il Buon Seminatore, Gesù Cristo e Mosè, opera di Cesare Bortolotti (1854-1932.
Interessanti sono le soase in legno, la statua lignea “Madonna col Bambino” del XVI recentemente restaurata, il fonte battesimale e la tela raffigurante “La Circoncisione”.
- Chiesa di San Fermo sec. XV

Sul promontorio di fronte all'Isola del Garda, al posto dell'antico castello in una posizione molto suggestiva, si trova la chiesetta di San Fermo. 
La chiesa fu eretta nel secolo XV sui resti di una grande villa romana: la linea è quella semplice del tempo di transizione tra romanico-gotico e rinascimento. 
L'unico affresco rimasto si trova nell'abside: raffigura San Fermo ed è attribuito a Giovanni da Ulma. 
Il 9 agosto si celebra la festa del santo protettore.
- Castello

Il castello venne eretto nell'alto medioevo con la funzione di ricettacolo a difesa delle scorrerie di barbari; di esso rimane ora solo un mozzicone di torre circolare. A sinistra rispetto all'entrata ha sede la biblioteca comunale mentre sulla destra si trova il centro di raduno del Gruppo Alpini di Portese.

### Cisano
- Chiesa di San Giovanni

La chiesa fu edificata nel XV secolo ed è dedicata a San Giovanni Battista Decollato, la cui festa ricorre ogni cinque anni con una processione per le vie del paese.
- Palazzo Cominelli

Eretto verso la metà del Seicento dall'omonima famiglia di origine salodiana. Attualmente è la sede della "Fondazione Cominelli" formatasi per volontà del poeta Raffaele Cominelli (1893 - 1981). Ospita al suo interno mostre e attività di promozione culturale.
Il 21 giugno 2020 è stata inaugurata nella località di Cisano la prima "panchina gigante" ("big bench") panoramica del Lago di Garda, realizzata da una idea di Chris Bangle.

### L'isola di Garda

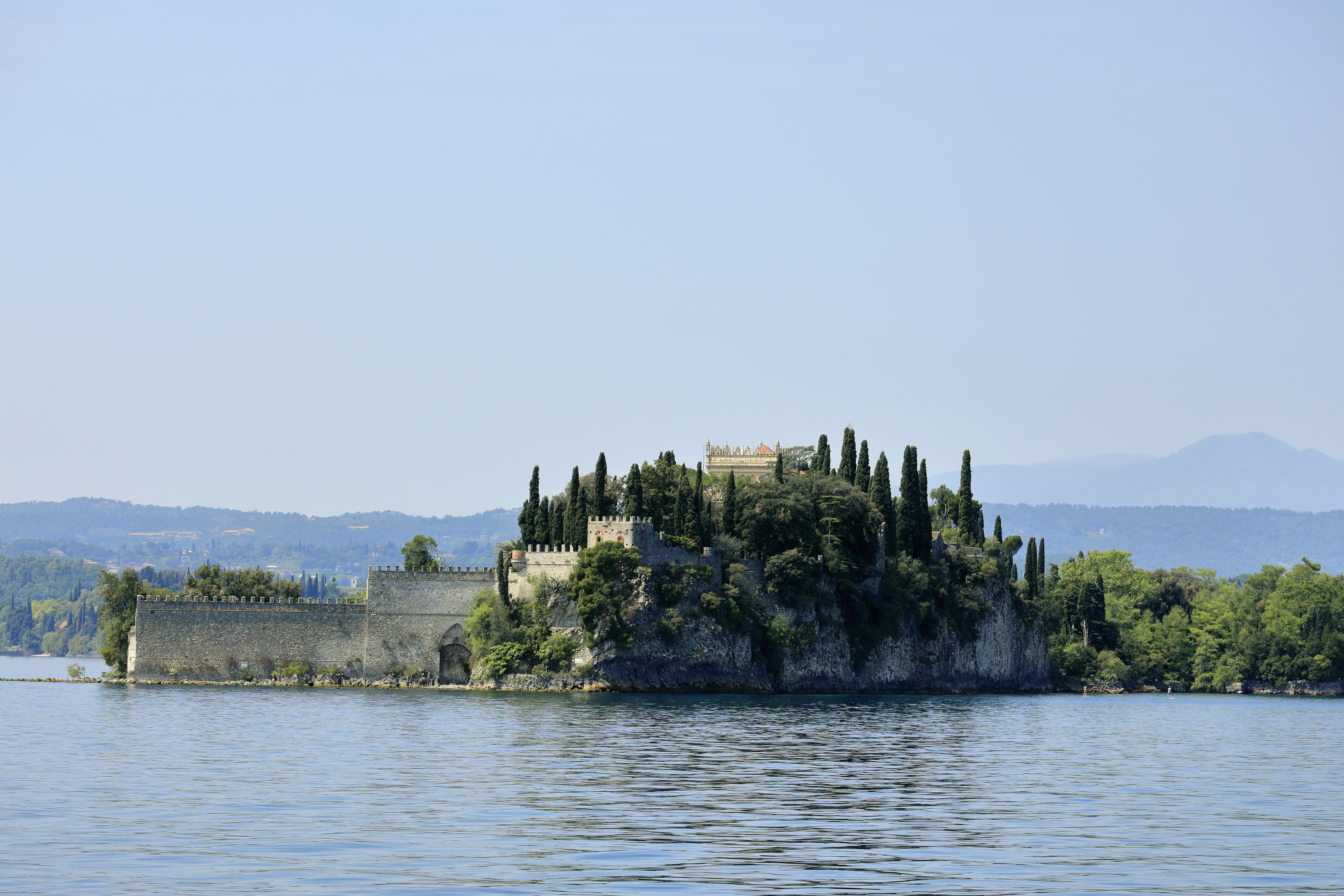
Isola di Garda

L'isola di Garda è la maggiore delle isole del Benaco, posta di fronte al promontorio di San Fermo.
Fu abitata fin da tempi remoti, come testimoniano i resti ritrovati dall'illustre geologo Stoppani nel 1864.
Si dice che Dante Aligheri, terziario francescano abbia visitato l'isola e che a questa abbia dedicato i famosi versi della Divina Commedia: 
(Inferno, Canto XX, 67-69)
Nel 1221 venne donata da Federico II di Germania al nobile Biemino di Manerba, il quale la concesse a S.Francesco d'Assisi per farne uno dei primi eremi di preghiera nel territorio bresciano. 
Nel XV secolo l'Isola era diventata una fiorente scuola francescana il cui direttore era il padre Francesco Licheto, erudito scrittore, filosofo e teologo. Nel 1690 circa, sull'Isola soggiornò Cosimo Medici, principe di Toscana, che divenne poi Cosimo III.
Soppresso il monastero verso il 1770, l'Isola fu dal demanio ceduta alla famiglia Conter di Salò, che a sua volta la vendette ai fratelli Benedetti di Portese. Nel 1806 i Benedetti la vendettero ad un Fiorentini di Milano dal quale nel 1817 la comperò il conte Luigi Lechi di Brescia.
Questa oasi di pace fu dimora per parecchio tempo della cantante lirica Adelaide Malanotte, amica sentimentale del Lechi, tanto cara al Foscolo e meravigliosa interprete delle opere del Rossini. Luigi Lechi nel 1860 cedette l'Isola a suo fratello, il generale Teodoro, il quale si era coperto di gloria durante la campagna napoleonica. Nel 1863 Teodoro la cedette al Governo che iniziò alcune opere di fortificazione. Nel 1869 venne ceduta al barone Raffaele Scotti di Bergamo, quindi nel 1870 al duca Gaetano De Ferrari di Genova. L'unica figlia del duca, andò in sposa al principe romano Scipione Borghese, il quale fece costruire il grandioso palazzo di stile veneziano su disegni dell'architetto Luigi Rovelli dal 1894 al 1901.
Oggi l'Isola di Garda è conosciuta meglio come “Isola Borghese” ed appartiene agli eredi dei nobili romani, la famiglia Cavazza.

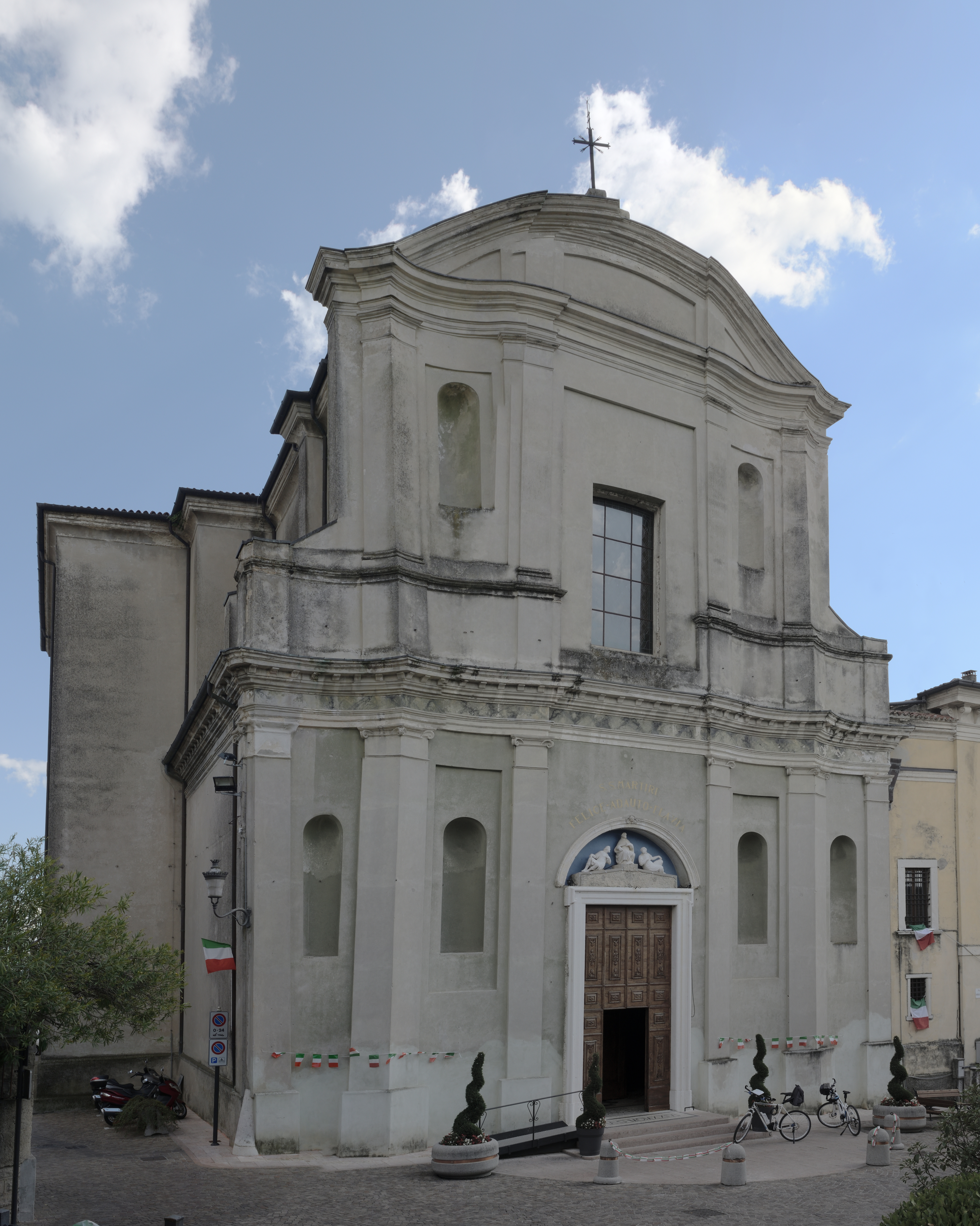
La facciata della chiesa parrocchiale di San Felice del Benaco

## Società

### Evoluzione demografica
Abitanti censiti

## Cultura

### La banda
Il Corpo Bandistico "Sinus Felix" offre da oltre un secolo e mezzo una presenza fondamentale nei momenti religiosi e patriottici del paese.

## Amministrazione
| Periodo        | Periodo        | Primo cittadino      | Partito                                                             | Carica      | Note   |
| -------------- | -------------- | -------------------- | ------------------------------------------------------------------- | ----------- | ------ |
| 26 maggio 1985 | 20 maggio 1990 | Guido Maruelli       | DC                                                                  | Sindaco     |        |
| 20 maggio 1990 | 14 giugno 2004 | Ambrogio Florioli    | DC poi lista civica di centro-sinistra                              | Sindaco     | [ 9 ]  |
| 14 giugno 2004 | 8 giugno 2009  | Gianluigi Marsiletti | lista civica di centro-sinistra                                     | Sindaco     | [ 10 ] |
| 8 giugno 2009  | 27 maggio 2019 | Paolo Rosa           | Il Popolo della Libertà-Lega Nord poi lista civica di centro-destra | Sindaco     | [ 11 ] |
| 27 maggio 2019 | 10 giugno 2024 | Simone Zuin          | lista civica di centro-sinistra                                     | Sindaco     | [ 12 ] |
| 10 giugno 2024 | 23 luglio 2024 | Lorenza Baccolo      | lista civica di centro-destra                                       | Sindaco     | [ 13 ] |
| 23 luglio 2024 | 26 maggio 2025 | Anna Frizzante       |                                                                     | Commissario | [ 14 ] |
| 26 maggio 2025 | in carica      | Marzia Manovali      | lista civica di centro-destra                                       | Sindaco     |        |